# 波浪推進船
波浪推進船（はろうすいしんせん、Wave-Powered Boat）とは、水中翼船の一種で船体下部に設置した翼を使用して推進力を得て進もうとするコンセプトを持つ船である。

## 推進原理
船体下部に設置した水線下に置く航空機のような上下に動く翼により、船体全体が波を受け上下運動すると、設置した動翼も上下運動するが、これを推進力として前進に利用しようというもの。2007年5月にコンセプト実用船（双胴船で動翼2枚設置）が進水済みである。船体を上下運動させる波に向かって前進することから、さらに改良が加えられ、横から、および後ろからの波によっても前進する事ができる。

## 実用例
SUNTORYマーメイドII号
海洋冒険家の堀江謙一が2007年5月に完成した「SUNTORYマーメイドII号 (Suntory Mermaid II)」でハワイ州ホノルルから紀伊半島までの約6000キロメートルを単独航海した。2008年3月16日にホノルル沖を出港、5月下旬到着の予定であったが、予定より1ヵ月以上遅れの2008年7月4日午後11時50分、和歌山県・日ノ御埼沖の洋上に設定したゴールポイントに無事ゴールした。